# Acción real (derecho)
La acción real proporciona al titular de un derecho real la facultad de dirigirse judicialmente, y de manera directa, contra el bien o la cosa que es objeto de su derecho. La acción real facilita la reipersecutoriedad al conferir a su titular el poder de activar la maquinaria judicial para restituirle en su derecho.
Son ejemplos de acciones reales la acción hipotecaria, la acción reivindicatoria y las acciones posesorias.